# ۲۱۸ (پیش از میلاد)
۲۱۸ (پیش از میلاد) ۲۱۸مین سال قبل از تقویم میلادی است.